# Garennes-sur-Eure
Garennes-sur-Eure és un municipi francès situat al departament de l'Eure i a la regió de Normandia. L'any 2007 tenia 1.792 habitants.

## Demografia

### Població
El 2007 la població de fet de Garennes-sur-Eure era de 1.792 persones. Hi havia 704 famílies, de les quals 157 eren unipersonals (82 homes vivint sols i 75 dones vivint soles), 244 parelles sense fills, 283 parelles amb fills i 20 famílies monoparentals amb fills.
La població ha evolucionat segons el següent gràfic:
Habitants censats

### Habitatges
El 2007 hi havia 832 habitatges, 709 eren l'habitatge principal de la família, 70 eren segones residències i 53 estaven desocupats. 758 eren cases i 53 eren apartaments. Dels 709 habitatges principals, 590 estaven ocupats pels seus propietaris, 105 estaven llogats i ocupats pels llogaters i 14 estaven cedits a títol gratuït; 8 tenien una cambra, 37 en tenien dues, 111 en tenien tres, 200 en tenien quatre i 353 en tenien cinc o més. 541 habitatges disposaven pel capbaix d'una plaça de pàrquing. A 299 habitatges hi havia un automòbil i a 344 n'hi havia dos o més.

### Piràmide de població
La piràmide de població per edats i sexe el 2009 era:
| Homes | Edats   | Dones |
| ----- | ------- | ----- |
| 0     | 95 o +  | 0     |
| 0     | 90 a 94 | 12    |
| 0     | 85 a 89 | 24    |
| 12    | 80 a 84 | 12    |
| 32    | 75 a 79 | 32    |
| 32    | 70 a 74 | 24    |
| 48    | 65 a 69 | 56    |
| 56    | 60 a 64 | 40    |
| 44    | 55 a 59 | 36    |
| 60    | 50 a 54 | 60    |
| 72    | 45 a 49 | 48    |
| 72    | 40 a 44 | 80    |
| 56    | 35 a 39 | 72    |
| 24    | 30 a 34 | 60    |
| 44    | 25 a 29 | 20    |
| 32    | 20 a 24 | 20    |
| 60    | 15 a 19 | 60    |
| 72    | 10 a 14 | 44    |
| 80    | 5 a 9   | 44    |
| 60    | 0 a 4   | 12    |

## Economia
El 2007 la població en edat de treballar era de 1.143 persones, 888 eren actives i 255 eren inactives. De les 888 persones actives 806 estaven ocupades (430 homes i 376 dones) i 82 estaven aturades (43 homes i 39 dones). De les 255 persones inactives 107 estaven jubilades, 68 estaven estudiant i 80 estaven classificades com a «altres inactius».

### Ingressos
El 2009 a Garennes-sur-Eure hi havia 696 unitats fiscals que integraven 1.808 persones, la mediana anual d'ingressos fiscals per persona era de 20.963 €.

### Activitats econòmiques
Dels 72 establiments que hi havia el 2007, 2 eren d'empreses extractives, 1 d'una empresa alimentària, 1 d'una empresa de fabricació de material elèctric, 1 d'una empresa de fabricació d'elements pel transport, 5 d'empreses de fabricació d'altres productes industrials, 16 d'empreses de construcció, 16 d'empreses de comerç i reparació d'automòbils, 4 d'empreses de transport, 4 d'empreses d'hostatgeria i restauració, 1 d'una empresa d'informació i comunicació, 2 d'empreses financeres, 2 d'empreses immobiliàries, 8 d'empreses de serveis, 4 d'entitats de l'administració pública i 5 d'empreses classificades com a «altres activitats de serveis».
Dels 25 establiments de servei als particulars que hi havia el 2009, 1 era una oficina de correu, 2 tallers de reparació d'automòbils i de material agrícola, 1 autoescola, 3 paletes, 2 guixaires pintors, 3 fusteries, 5 lampisteries, 2 electricistes, 1 empresa de construcció, 1 perruqueria, 3 restaurants i 1 agència immobiliària.
Dels 4 establiments comercials que hi havia el 2009, 1 era un hipermercat, 1 una botiga de menys de 120 m², 1 una botiga de roba i 1 una joieria.
L'any 2000 a Garennes-sur-Eure hi havia 4 explotacions agrícoles que ocupaven un total de 460 hectàrees.

## Equipaments sanitaris i escolars
El 2009 hi havia 1 escola maternal i 1 escola elemental.

## Poblacions més properes
El següent diagrama mostra les poblacions més properes.